# Praščijak
Praščijak es un pueblo ubicado en el municipio de Bihać, en el cantón de Una-Sana, Bosnia y Herzegovina.

## Superficie
Posee una superficie de 2,47 kilómetros cuadrados.

## Demografía
Hasta 2013 la población era de 15 habitantes, con una densidad de población de 6,1 habitantes por kilómetro cuadrado.